# Бедфорд (Квебек)
Бедфорд (фр. Bedford) је град у Канади у покрајини Квебек. Према резултатима пописа 2011. у граду је живело 2.684 становника.

## Становништво
Према резултатима пописа становништва из 2011. у граду је живело 2.684 становника, што је за 2,8% више у односу на попис из 2006. када је регистровано 2.612 житеља.
| 2006. | 2011. |
| ----- | ----- |
| 2.612 | 2.684 |